# Cristian Dancia
Cristian Ioan Dancia (ur. 5 lutego 1980 w Lugoj, Rumunia) – rumuński piłkarz grający na pozycji obrońcy w rumuńskim klubie CSM Târgoviște.i nosi koszulkę z numerem 14.

## Kariera klubowa
Karierę zawodniczą Dancia rozpoczął w 1998 roku w grającym drugiej lidze rumuńskiej FC Politehnica Timiszoara. W ciągu dwóch lat w tym klubie rozegrał 48 meczów. W 2000 roku przeszedł do innego rumuńskiego klubu też grającego w drugiej lidze rumuńskiej Argeș Pitești. Rozegrał w tym klubie 103 mecze, po czym w 2004 roku przeszedł do rosyjskiego Torpedo Moskwa. Rozegrał w nim 48 meczów w ciągu dwóch lat. W 2006 roku powrócił do Politehnici Timiszoara. W tym czasie Politehnica grała w rumuńskiej ekstraklasie. Jednak grał tam tylko pół roku. W ciągu 6 miesięcy w tym klubie rozegrał 14 meczów. W 2007 roku przeszedł do grającej wtedy w rumuńskiej ekstraklasie Universitatei Kluż-Napoki. Jednak po sezonie spadła z ekstraklasy a sam Dancia rozegrał w tym klubie 10 meczów. W 2008 roku przeszedł do grającej w drugiej lidze rumuńskiej CS Otopeni. Grał tam przez dwa lata po czym przeszedł do CSM Târgoviște.

## Kariera reprezentacyjna
Dancia w reprezentacji Rumunii zadebiutował 5 grudnia 2000 w przegranym 3:2 meczu towarzyskim przeciwko reprezentacji Algierii. Karierę reprezentacyjną zakończył w 2004 roku. W tym czasie w reprezentacji Rumunii rozegrał 5 meczów: 4 w podstawowym składzie, a 1 raz wchodząc z ławki.